# لوویچ
لوویچ (به صربی: Leović) یک منطقهٔ مسکونی در صربستان است که در ناحیه ماچوا واقع شده‌است.